# 和歌山県教育センター学びの丘
和歌山県教育センター学びの丘（わかやまけんきょういくセンターまなびのおか、英称：Wakayama Prefectural Educational Center Manabi-no-Oka）は、和歌山県が設置する教育に関する研究及び教育関係職員の研修を行う機関である。

## 概要
和歌山県教育センター学びの丘は和歌山県における教育関係職員の研修、教育機関の指導並びに教育に関する専門的及び技術的事項の調査研究を行うとともに、和歌山県民の生涯学習を支援し、教育の振興を図る機関として、2005年前身の和歌山県教育研修センターと紀南教育研究所を廃止して設置される。

## 所在地
- 和歌山県教育センター学びの丘 - 和歌山県田辺市新庄町3353-9 和歌山県立情報交流センターBig・U内
- 和歌山県教育センター学びの丘 教育相談室 - 和歌山県和歌山市手平2丁目1-2 県民交流プラザ 和歌山ビッグ愛 内

## 事業
事業内容は下記の通りである。
1. 教育関係職員の研修に関すること
2. 教育関係の専門的及び技術的事項の調査研究に関すること
3. 教育相談に関すること
4. 教育関係の資料及び情報の収集及び提供に関すること
5. 生涯学習の推進に関すること
6. 学力の向上に関すること
7. 特別支援教育に関すること
8. 前項に掲げるもののほか、センターの設置の目的を達成するために必要な事項に関すること

## 沿革
- 1962年（昭和37年）4月 条例により教育研究所を設置
- 1964年（昭和39年）8月 条例により科学教育センターを設置
- 1967年（昭和42年）4月 条例により和歌山県教育研修センターを設置、支所として紀南教育研究所を設置。
- 2005年（平成17年）4月 和歌山県教育研修センターと紀南教育研究所を廃し、和歌山県教育センター学びの丘と改称する。

## 組織
- 総務課
- 研究開発課
- 基本研修課
- 専門研修課
- 教育相談課
- 特別支援教育課